# Xã Mount Pleasant, Quận Searcy, Arkansas
Xã Mount Pleasant (tiếng Anh: Mount Pleasant Township) là một xã thuộc quận Searcy, tiểu bang Arkansas, Hoa Kỳ. Năm 2010, dân số của xã này là 465 người.